# Kościół Świętej Trójcy w Gorzowie Wielkopolskim
Kościół Świętej Trójcy w Gorzowie Wielkopolskim – kościół parafii ewangelicko-augsburskiej (luterańskiej) w Gorzowie Wielkopolskim. Znajduje się przy ulicy Walczaka 18.
Jest to dawna kaplica dawnego cmentarza ewangelickiego parafii Marii Panny. Jest to budynek murowany z cegły o formach historyzujących (neoromanizm) wybudowany pod koniec XIX wieku.
Podczas wojny uszkodzony, w latach 1964–1965 został ponownie przystosowany dla potrzeb kultu religijnego. Wyposażenie jest w większości nowe, oprócz tego wewnątrz znajdują się też elementy wyposażenia  przewiezione w 1965 z rozebranego kościółka w Ludwikowicach Kłodzkich – stare ławki i zabytkowa chrzcielnica z 1791 roku.